# Pseudotanais lilljeborgi
Pseudotanais lilljeborgi är en kräftdjursart som beskrevs av Georg Ossian Sars 1882. Pseudotanais lilljeborgi ingår i släktet Pseudotanais och familjen Pseudotanaidae. Inga underarter finns listade i Catalogue of Life.